# Passion (pel·lícula de 1982)
Passion és una pel·lícula de Jean-Luc Godard del 1982, el segon llargmetratge realitzat durant el seu retorn a la cinematografia relativament convencional als anys vuitanta.
Ambientada a l'hivern a Suïssa, tracta de la realització d'una ambiciosa pel·lícula d'art que utilitza recreacions de pintures clàssiques europees com a Quadre viu, ambientada en música clàssica europea. Només es mostren escenes incompletes de la pel·lícula dins de la pel·lícula, perquè no té una trama establerta i mai s'acaba. Mentre ho fa, la tripulació s'involucra de diverses maneres amb els locals, alguns dels quals són reclutats com a extres.

## Argument
Jerzy és un director polonès que fa una pel·lícula en un estudi de Suïssa que conté una sèrie de tableaux vivants. El seu productor László està impacient perquè no hi ha cap història aparent a la pel·lícula i Jerzy segueix retardant i cancel·lant els rodatges, citant repetidament dificultats amb la il·luminació. Durant el rodatge, Jerzy s'involucra amb dues dones locals: Isabelle, una jove treballadora de fàbrica seriosa amb un tartamudeig, i Hanna, la mundana propietària alemanya del motel on s'allotja la tripulació. Hanna està casada amb Michel, un home difícil amb tos crònica que és propietari de la fàbrica on treballa Isabelle.
Isabelle és acomiadada de la seva feina i intenta organitzar els seus companys de feina per fer vaga, no pel seu bé, sinó pel seu propi bé. Mentrestant, l'equip de filmació està reclutant treballadors de la fàbrica com a extres per als quadres que Jerzy està rodant. Jerzy continua buscant la il·luminació adequada a l'estudi i tractant de gestionar un grup d'extres cada cop més rebel. Al mateix temps, intenta continuar la seva relació amb Hanna, amb qui ha rodat algunes imatges de prova que tots dos repassen junts mentre discuteixen la intersecció de l'amor i el treball. Jerzy també està enganxat amb Isabelle, que també vol fusionar amor i feina. Intenta involucrar en Jerzy amb la seva causa i establir connexions significatives amb l'equip de filmació, preguntant-los per què les pel·lícules mai mostren que la gent treballa.
Finalment, Isabelle i Jerzy tenen una trobada íntima i Isabelle renuncia a la seva virginitat. Accepta una indemnització de Michel, ja que els seus companys han abandonat el seu intent de vaga a mitges. László s'assegura més diners per a la pel·lícula, però Jerzy sent l'estirada dels dramàtics esdeveniments del moviment Solidarność a Polònia i de la seva família allà darrere. Sentint-se incapaç de completar el projecte, marxa cap a Polònia sense Isabelle ni Hanna, sinó amb una cambrera del motel. Isabelle i Hanna es connecten i també decideixen anar a Polònia.

## Repartiment
- Jerzy Radziwilowicz - Jerzy
- Isabelle Huppert - Isabelle
- Hanna Schygulla - Hanna
- Michel Piccoli - Michel
- László Szabó – László
- Myriem Roussel – Una de les models nues
- Sophie Loucachevsky - Sophie

## Els quadres vius

La ronda de nit

Tot i que les pintures originals que retraten els quadres vius estan congelades en l'espai i en el temps i es poden estudiar a l'oci en dues dimensions, en silenci, la pel·lícula les fa tridimensionals. La càmera es mou al voltant dels actors, que es mouen dins i fora de posició, la il·luminació varia i interpreta música clàssica gravada. Tanmateix, els espectadors no tenen cap possibilitat d'apreciar cap dels quadres amb cap profunditat perquè només es mostren vistes parcials durant moments relativament breus.

### Rembrandt
La ronda de nit està intercalada amb vistes de la Isabelle treballant a la fàbrica. Es discuteix sobre quina història explica la pintura, o si no té cap història, sobre la seva complexa construcció i sobre la font i la intensitat de la seva il·luminació. Aquests tres temes es fan ressò al llarg de Passion, que té continus arguments sobre la importància de la trama, les relacions entre els personatges i les inadequacions de la llum artificial (simbolitzant l'artificialitat del cinema mateix).

### Goya

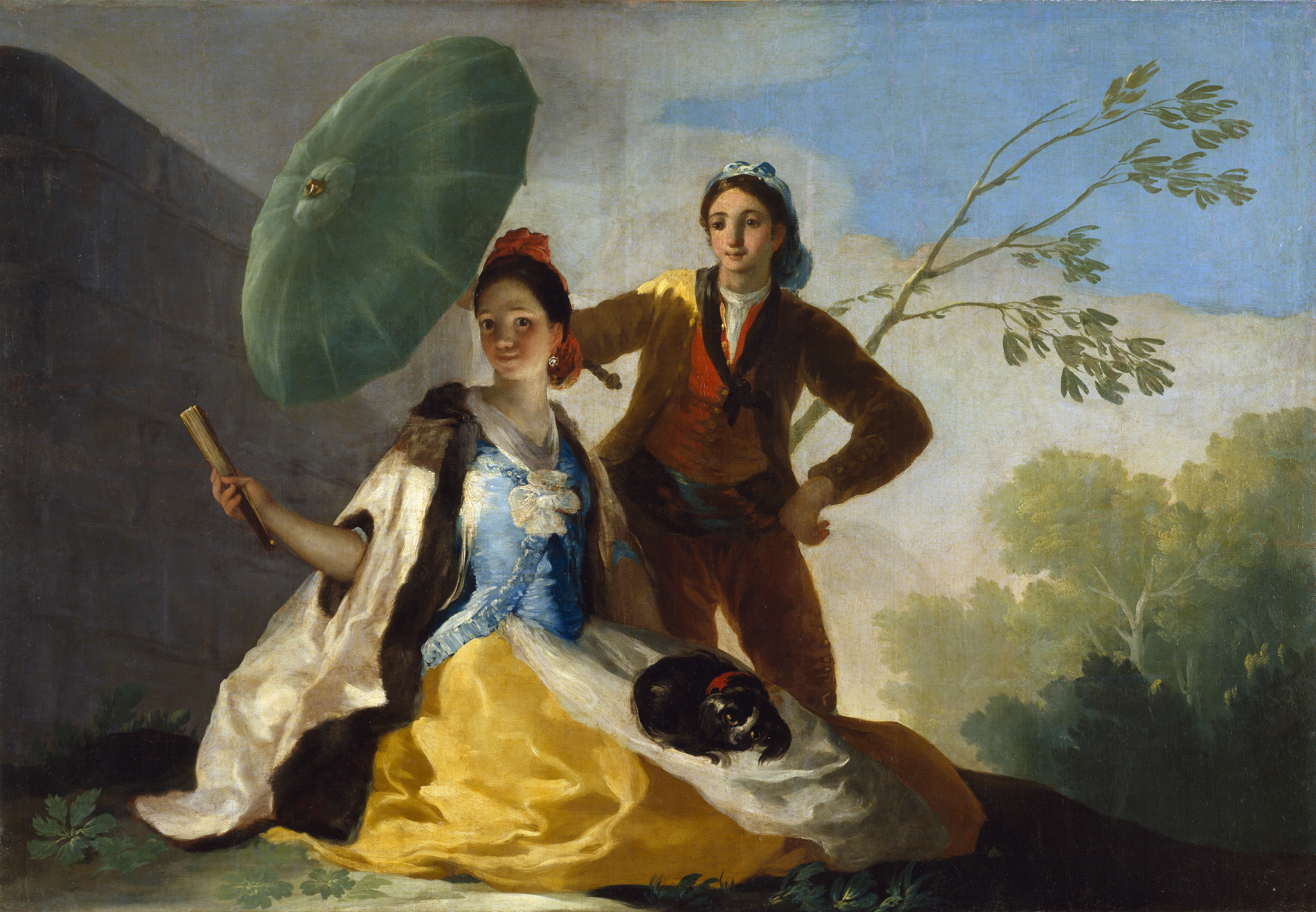
El para-sol
El tres de maig del 1808
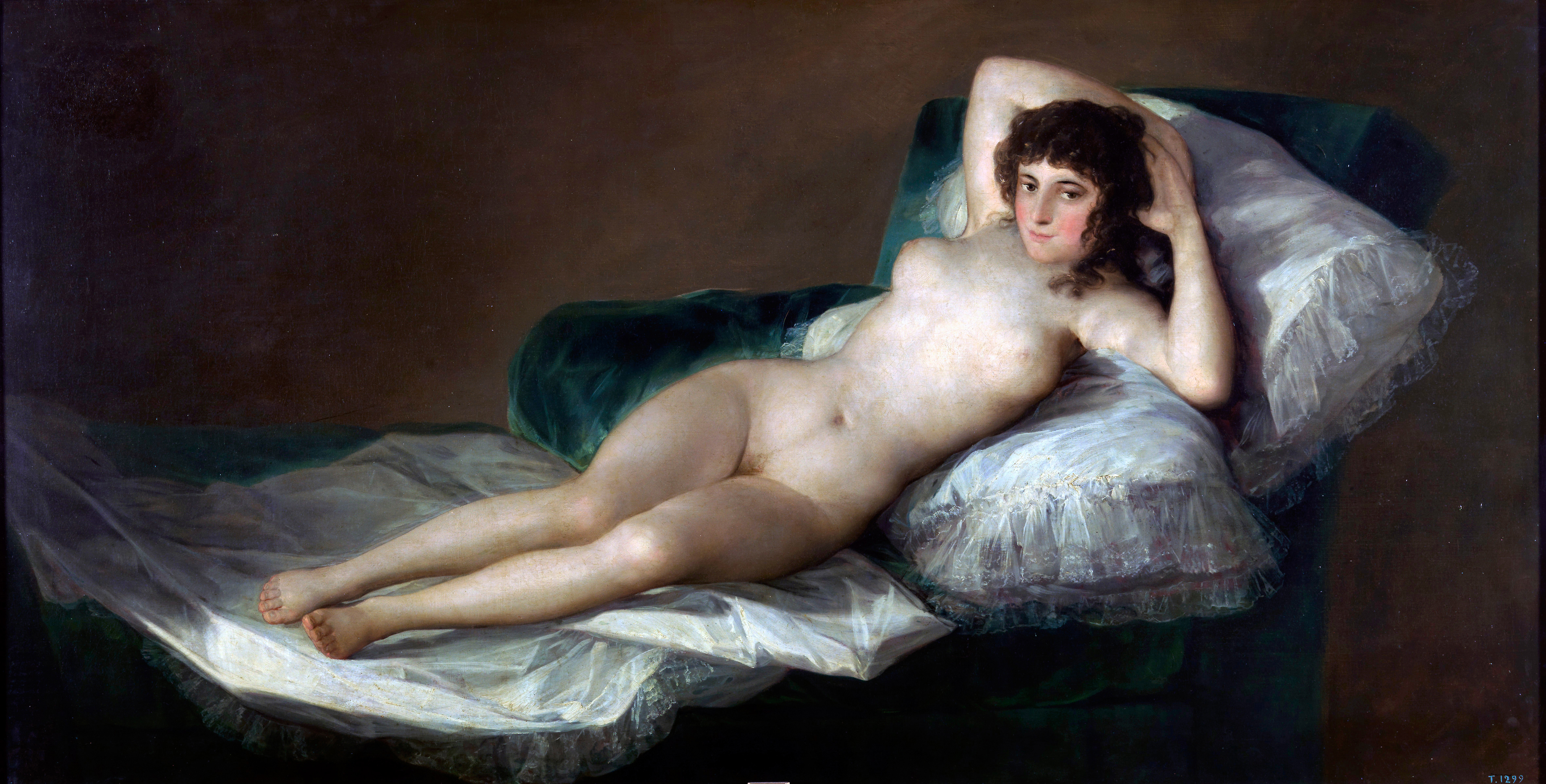
La Maja Desnuda
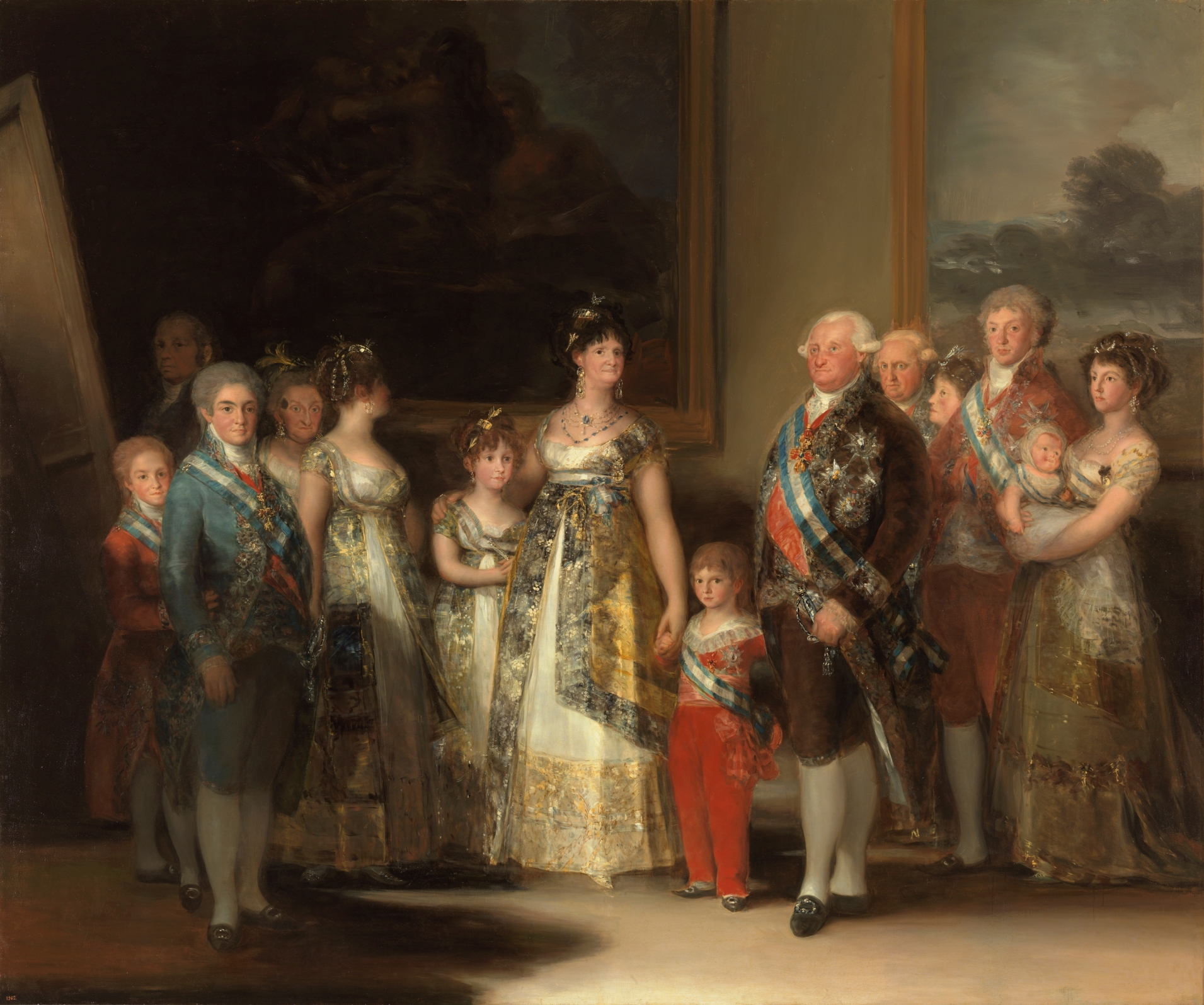
La família de Carles IV

Acompanyats de l'Introitus del Rèquiem de Mozart, es mostren elements de quatre quadres de Goya. Al principi només es pot veure la dona de l'escena pastoral aparentment innocent d'El para-sol, que després camina cap a l’escamot d'afusellament el El tres de maig a Madrid i s'embolica en els horrors de la guerra. Al fons s'albira La maja nua, que traspua un encant sexual, mentre els actors es preparen per a La família de Carles IV. S'insereixen fotografies d'Isabelle adormida al seu apartament.

### Ingres

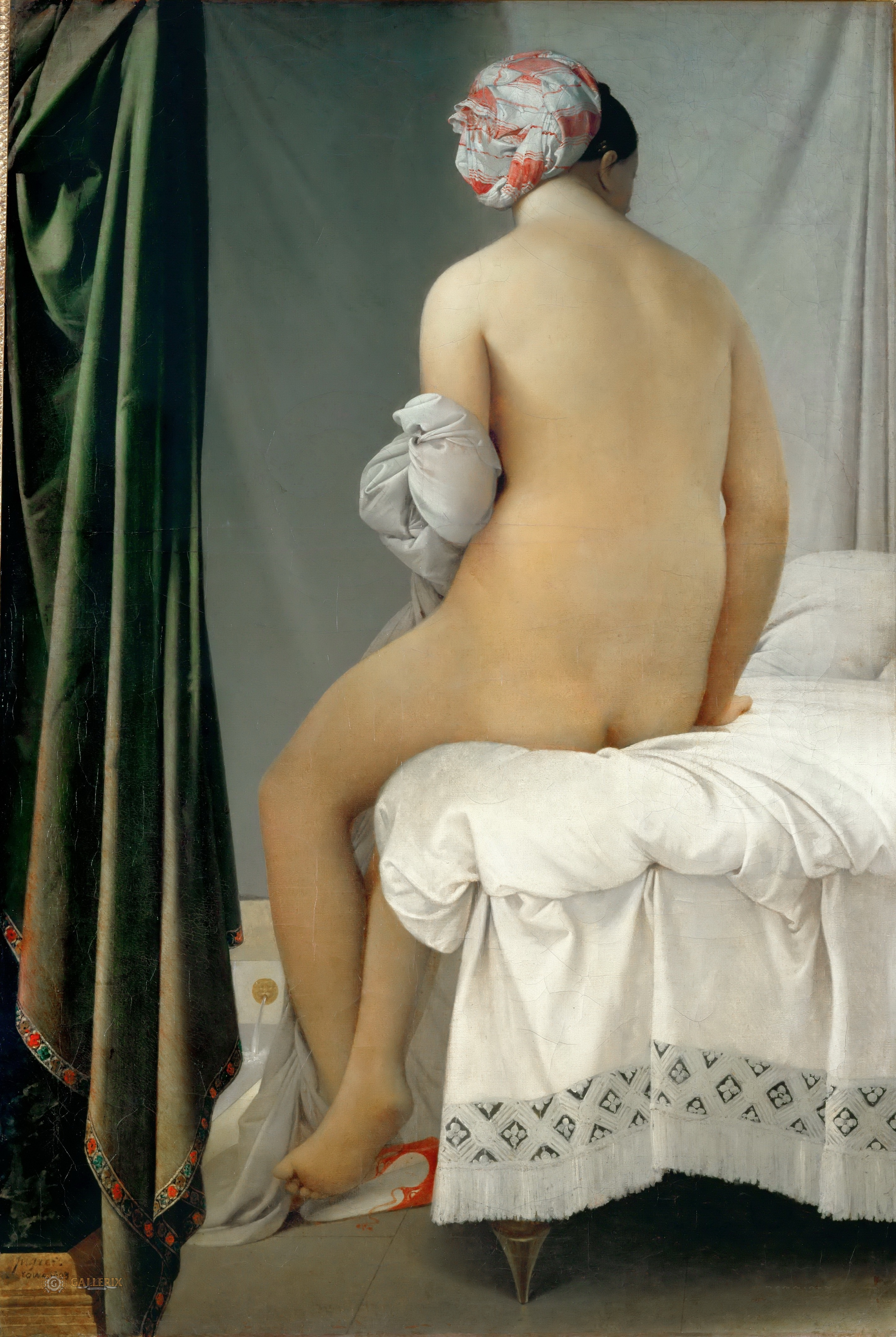
La Banyista de Valpinçon
El bany turc

Pintures de dones nues als banys turcs, com ara La Banyista de Valpinçon i El bany turc, només es recreen en fragments, interromputs per episodis al motel i a la fàbrica. Les actrius nues de l'estudi continuen amb el tema del desig, tipificat per la Maja nua, mentre que les escenes exteriors representen el món del treball. Quan Jerzy no es conforma amb la il·luminació, com és habitual, el productor li pregunta quina és “la llum adequada”. Ell respon submergint l'estudi a la foscor, per demostrar que és un lloc on la il·luminació mai no pot coincidir amb la realitat, i fa una comparació entre Hanna, una dona oberta a la llum, i Isabelle que és opaca. Tanmateix, Jerzy convenç Isabelle perquè sigui una de les models nues.

### Delacroix

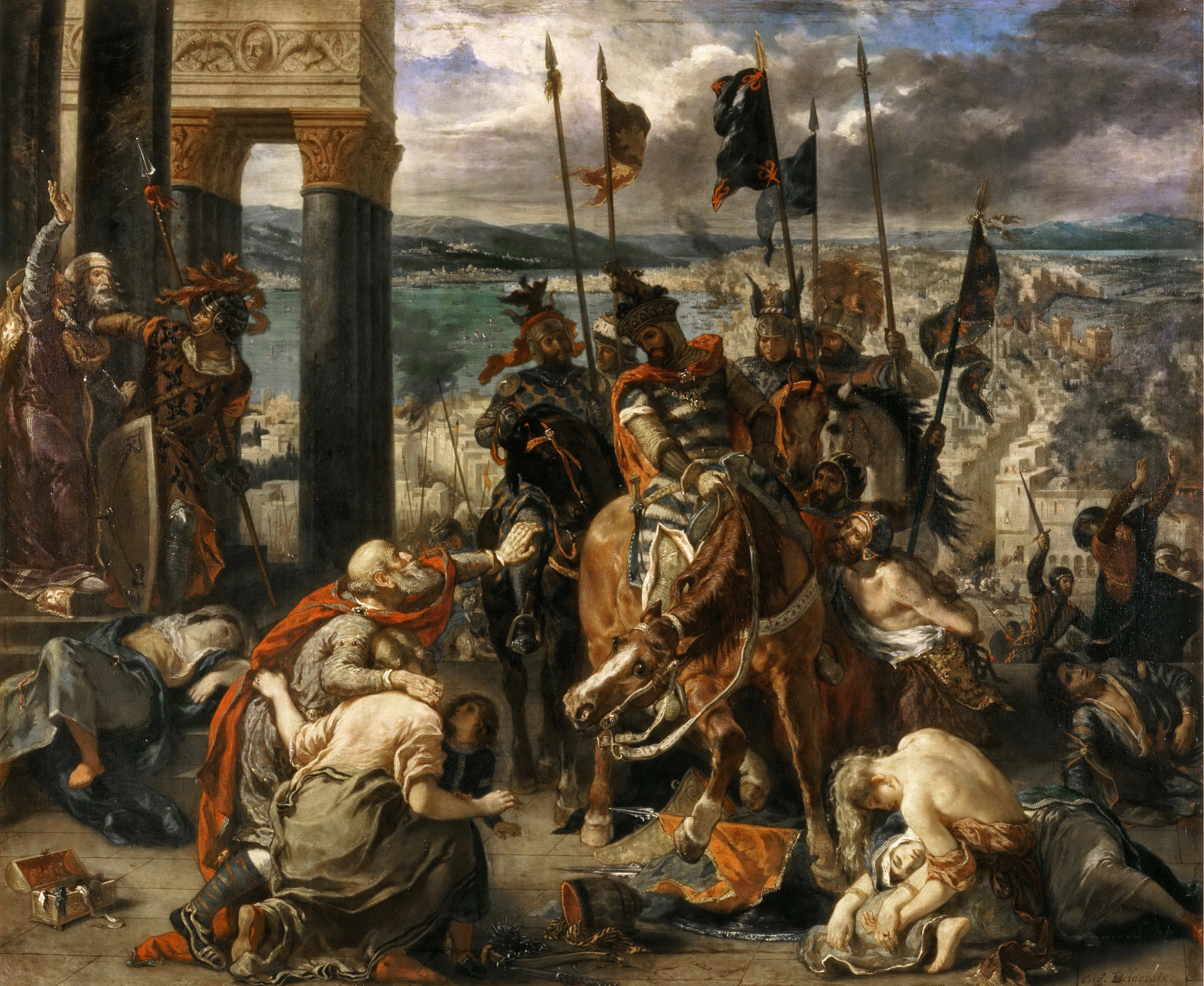
Entrada de les croades a Constantinoble
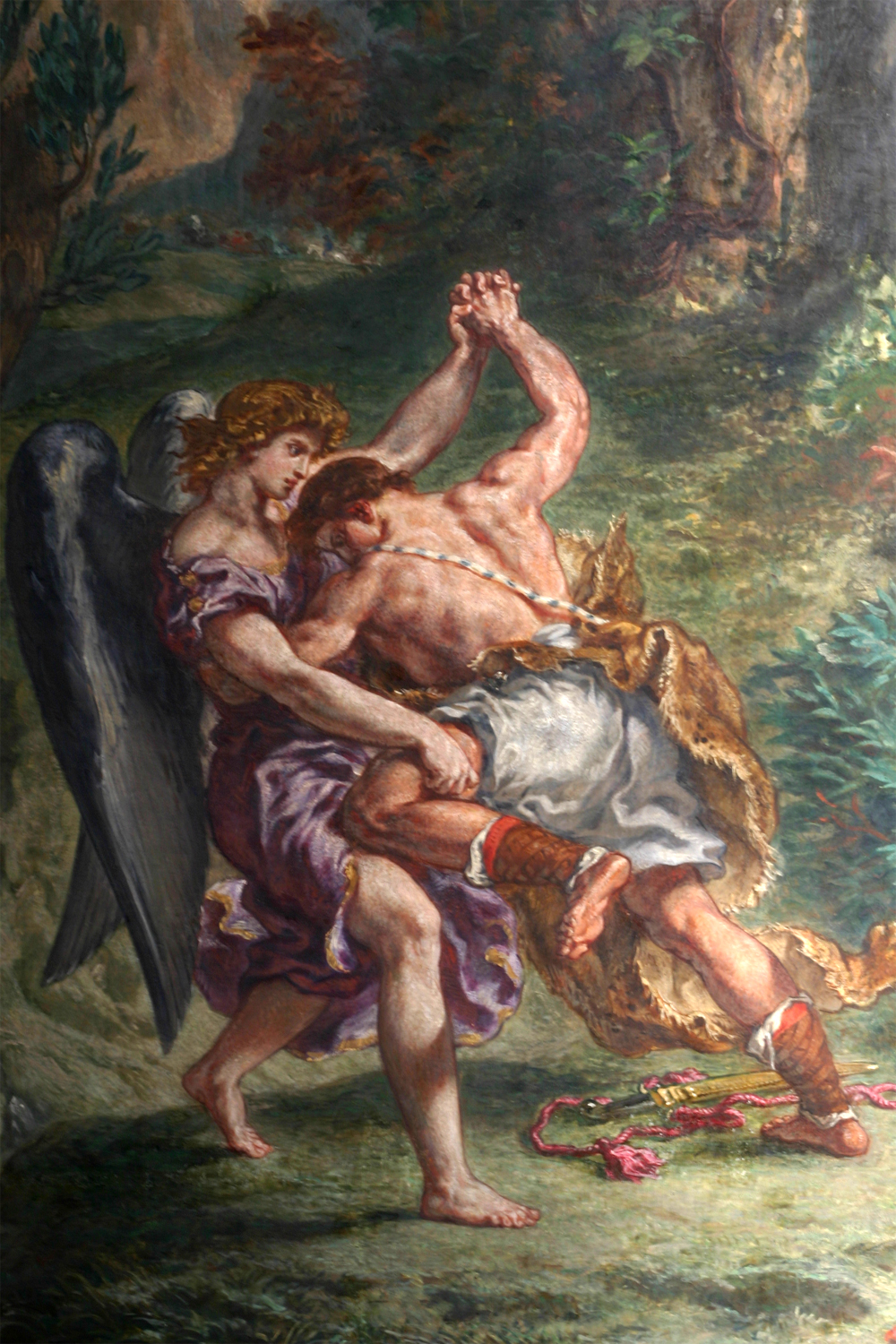
Jacob lluitant amb l'àngel

En aquests quadres, que recreen lEntrada de les croades a Constantinoble i Jacob lluitant amb l'àngel, hi ha un alt grau de moviment. Cavallers a cavall circulen inquiets pel plató de la ciutat grega, mentre que el mateix Jerzy entra a formar part de l'escena quan comença un partit de lluita amb l'actor interpretant l'Àngel.

### El Greco

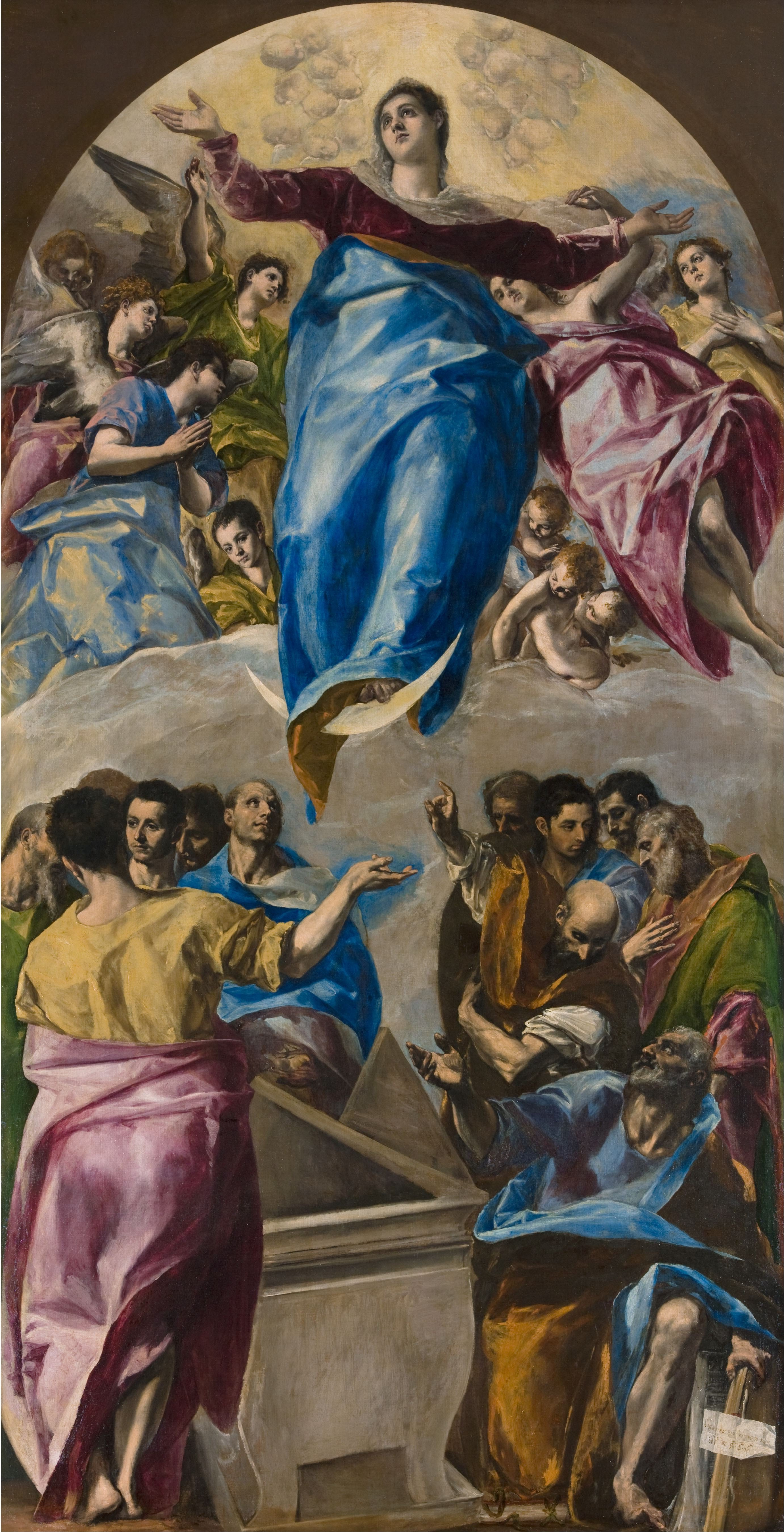
l'Assumpció de la Verge

Ambientat en el Rèquiem de Fauré, el quadre de l'Assumpció de la Verge té escenes paral·leles al motel que involucren Jerzy i Isabelle, que admet que és encara verge.

### Watteau

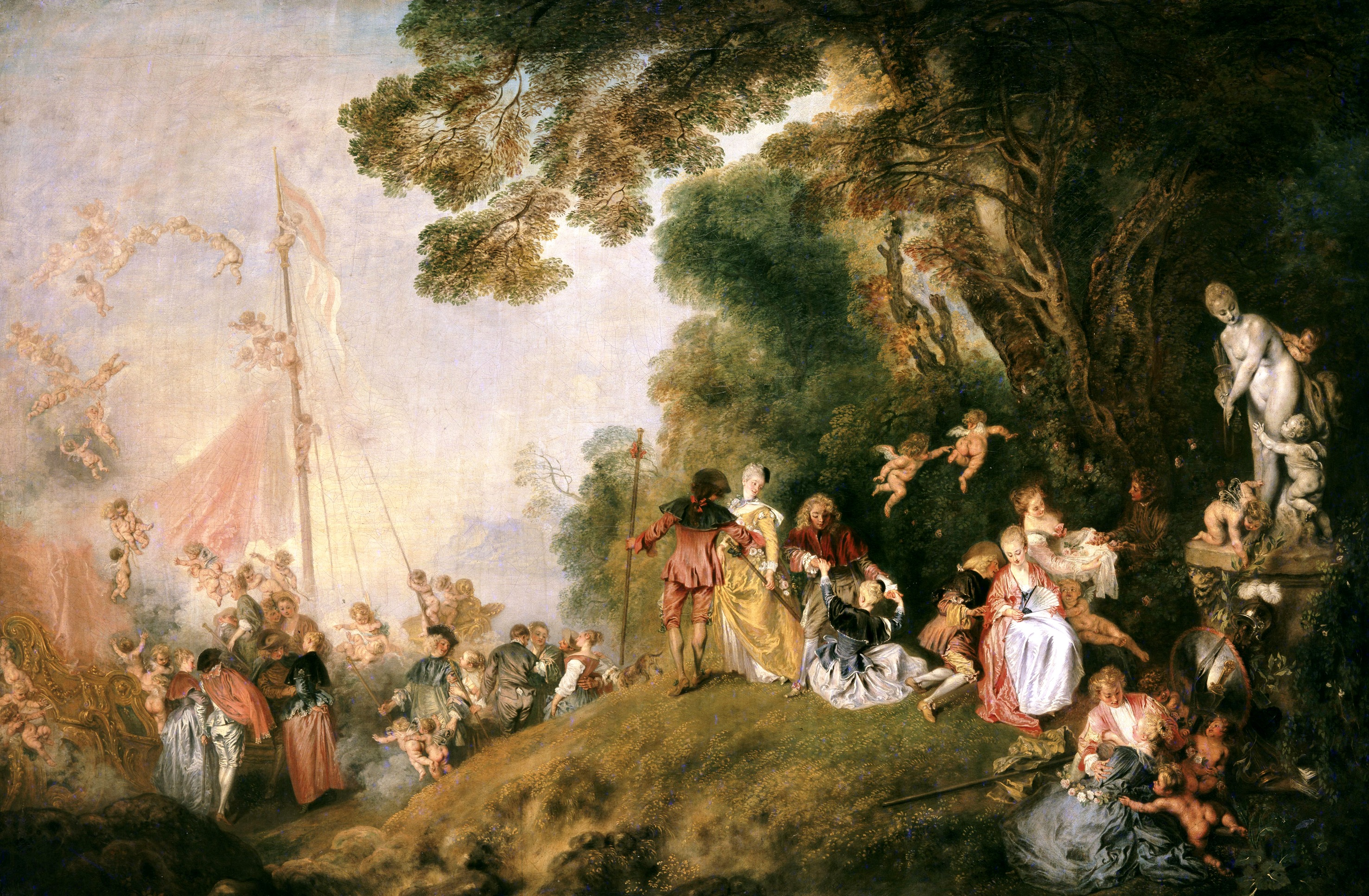
L'embarcament cap a Cythera

L'embarcament cap a Cythera només es mostra en fragments inconnexos, després que es fa evident que la pel·lícula no s'acabarà mai, i la càmera es queda lluny, donant un aire documental desapassionat a la nau buida i parelles aïllades. Significativament, és l'únic quadre a l'aire lliure que explota la llum natural.

## Temes

### Art i vida
De diverses maneres, la pel·lícula fa una ullada a la pel·lícula de 1963 de Godard Le Mépris, sobre les tensions entre un equip multinacional a la ubicació fent una pel·lícula que mai s'acabarà. Aquella pel·lícula també va tenir Michel Piccoli com un dels protagonistes masculins i va ser rodada per Raoul Coutard. Està massa oscil·lat entre les exigències de l'art, en aquest cas una versió comercial degradada d'una obra immortal, i de la vida.
A Passion, el contrast entre tots dos és clar. El món dels quadres vius és el de l'alt art, de colors i formes riques encarnades en vestits i accessoris de bellesa i acompanyats d'una banda sonora d'obres mestres. La de la gent de fora, tant la que fa la pel·lícula com la del motel i la fàbrica, és aquella on, encara que tinguin ideals, no poden escapar de les qüestions quotidianes de supervivència, especialment el sexe i els diners. És un món gris, hivernal i sovint avorrit.
Els interludis artístics de la pel·lícula no tenen diàlegs, de la mateixa manera que els quadres que representen parlen en silenci als espectadors mitjançant la forma i el color. Però la vida dels cineastes i de la gent del poble pateix una manca de comunicació, amb converses sovint incoherents que de vegades es troben en diferents idiomes sense subtítols. Un personatge té un tartamudeig, un altre una tos pirata, un està mut i el productor intenta parlar amb el director a través d'una finestra tancada.
Es fan vincles entre el món de la imaginació que s'està creant a l'estudi i el món quotidià dels personatges. Els personatges que interpreten el productor i el patrocinador es queixen que no hi ha trama. A la qual cosa el director Jerzy respon que la vida no té trames coherents, que les coses simplement passen, però és l'art el que pot escapar d'aquest cicle trist i és necessari per això.
De moment s'observen vincles específics entre l'art i la realitat: els croats armats que entren a Constantinoble són paral·lels a la repressió de la policia de la vaga de les fàbriques; el vaixell que ha de navegar cap a Citera està emparellat amb una pista d'avió al cel; els primers plans de Hanna al motel coincideixen amb zooms a cares de Goya. Encara que la vida pot ser monòtona, plena de tensions i malentesos, l'art pot volar per sobre d'ella perquè pot transmetre emoció pura. Com va dir Godard l'any 1982: “A vegades cal filmar l'emoció, omplir la pantalla d'emoció pura. Només la pintura i la música poden aconseguir-ho.”

### Llum i fosc
L'oposició de la llum i la foscor apareix per primera vegada a la ronda de nit, el primer dels quadres vius, en el context de com es distribueix la llum utilitzat en la pintura. Més tard, durant l'episodi d'Ingres, les dues dones Isabelle i Hanna són descrites per Jerzy com l'oposició del dia i la nit. Segons ell, Hanna és com el dia, ja que està oberta a tot, mentre que Isabelle és com la nit perquè és difícil d'arribar-hi.
L'estudi és el lloc governat per la llum artificial, mentre que els llocs fora de l'estudi sovint es filmen amb una llum natural inadequada. No obstant això, la il·luminació dels quadres vius de l'estudi mai pot assolir les qualitats de la llum natural pura a l'exterior i, per tant, continua sent artificial.

### Amor i treball
La vida dels personatges està lligada a les necessitats d'amor i de treball, i a les maneres en què es barregen ambdós. Jerzy comença una aventura amb Hanna, propietària del motel on s'allotja, i després d'una prova de pantalla vol que ella també aparegui a la seva pel·lícula. El caràcter industrial de l'estudi de cinema es contrasta amb la fàbrica propietat del marit de Hanna, on hi treballa Isabelle. Isabelle fins i tot suggereix que els moviments repetitius de la fabricació reflecteixen els de fer l'amor.
El rodatge a l'aire lliure va començar a finals de novembre de 1981 al costat del llac de Ginebra a Nyon, seguit de rodatges en interiors a partir de gener de 1982 als Estudis Billancourt a París. Tant per a la tripulació com per al repartiment, el director era extremadament exigent. Sophie Loucachevsky, que va interpretar la secretària de producció, va recordar: "Amb la gelada i la neu esperàvem fora amb roba interior i camises de dormir mentre Godard s'asseia sol en un cotxe i plorava, agafant un osset de peluix".

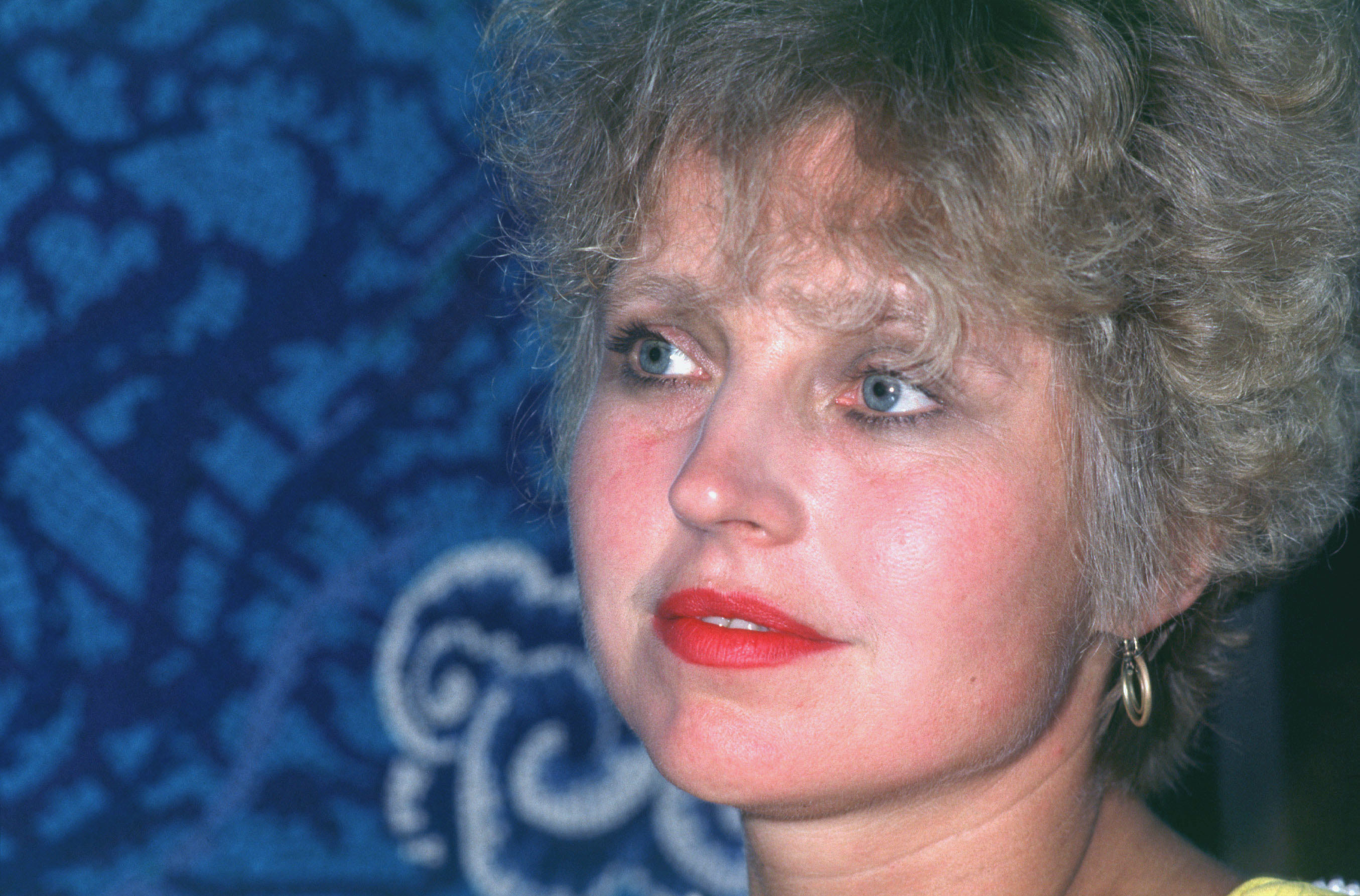
L'actriu alemanya Hanna Schygulla a la 39a Mostra Internacional de Cinema de Venècia.

Godard havia conegut l'actriu alemanya Hanna Schygulla a Hollywood quan rodava Història d'amor amb Francis Ford Coppola i li va demanar que hi participés, enviant-li una sinopsi de tres pàgines en anglès titulada Passion: Work and Love. Per al paper del director, el seu alter ego, Godard va triar l'actor polonès Jerzy Radziwiłowicz, conegut pel seu treball amb Andrzej Wajda. A l'actriu francesa Isabelle Huppert li va donar el paper d'una treballadora de fàbrica poc glamurosa que encara és verge, i va afegir a les seves dificultats exigint-li que tartamudegés.
Com la majoria de l'obra de Godard d'aquest període, Passion està filmada en color amb una relació d'aspecte 1:37. El director de fotografia Raoul Coutard, que va col·laborar amb Godard per primera vegada des de 1967, va guanyar el Gran Premi tècnic de fotografia al 35è Festival Internacional de Cinema de Canes.

## Recepció
La pel·lícula va tenir 207.294 entrades a França.